# 絕望者之歌
《絕望者之歌：一個美國白人家族的悲劇與重生》（英語：Hillbilly Elegy: A Memoir of a Family and Culture in Crisis）為现任美国副总统J·D·万斯撰寫的前半生回憶錄。万斯的家族來自肯塔基州，文化上深受阿巴拉契亞地區的價值觀所影響，父母自小便搬遷至俄亥俄州米德爾敦，書中重點探討了阿巴拉契亞的價值觀與米德爾敦的社會問題之間的關係。

## 概要
万斯介紹了自己在俄亥俄州辛辛那提都會區第三大城市米德爾敦的成長經歷和家庭背景。作者描述了自己家族的貧困史，歷代家族成員多從事低收入的勞力工作，而近年這些能勉強為人們提供溫飽的工作機會又是如何逐漸消失。作者並比較自己在離開家鄉後人生觀和生活方式的變化。
儘管自己成長於米德爾敦，母親和母親的家族則來自肯塔基州的布雷薩特縣。母親的家族深受阿巴拉契亞價值觀影響，崇尚忠誠和愛國等品德，但阿巴拉契亞社會的肢體暴力和語言暴力問題亦相當嚴重。作者回憶祖父母的酗酒和暴力問題，以及母親多年來除了毒癮纏身，好幾段感情也以失敗告終。祖父母最終達成和解，並成為自己實際上的監護人。祖母對自己的管教既嚴厲又充滿慈愛，使得自己得以完成階級躍遷而離開米德爾敦，並先後於俄亥俄州立大學和耶魯法學院就讀。
書中万斯除了介紹自己的成長背景外，亦探討了家族因素對個人不幸的責任關係。作者批評了鄉巴佬文化如何使人走向墮落，並認為經濟上的貧困反而是次要因素。作者多次列舉自己的個人經歷以強化自己的論點，比如自己曾經在一家雜貨店擔任收銀員，見過不少領社會救濟金的人們使用手機通話，而當時自己的收入完全買不起手機。他怨恨看到這些品行不佳的人生活過得比自己更好，尤其當這些人的行為嚴重違背了自己推崇的責任感和祖母教育作者嚴厲的愛等價值觀。万斯認為這些社會現象可解釋許多阿巴拉契亞人是如何由原本堅定的民主黨支持者，轉而成為堅定的共和黨支持者。他亦舉例說明鄉巴佬是如何缺乏勤奮等敬業精神，並回憶自己曾見過一名男子因不滿自己的工作必須早起而辭職，辭職後卻在社群媒體上發文抱怨時任總統巴拉克·歐巴馬的經濟政策將自己害慘。作者還回憶起自己的一名同事，儘管該名同事的女友因身孕而無法工作，他卻時常翹班，完全無視自己應承擔的經濟責任。

## 出版
《絕望者之歌》因其作者於2016年7月接受《美國保守派》雜誌專訪而聲名大噪。由於訂購此書的人數突然暴增，曾一度造成該書的官方網站癱瘓。隔月中旬《紐約時報》的一篇報導指出，《絕望者之歌》在作者接受《美國保守派》雜誌專訪後，持續名列亞馬遜的十大暢銷書之一。
作者十分感謝自己在耶魯大學就讀時的契約法教授蔡美兒，她鼓勵作者將自己的經歷寫成書，作者並稱其為支持自己撰寫本書的「教母」。

## 評價
《絕望者之歌》分別於2016年8月和2017年1月兩度名列《紐約時報》暢銷書榜榜首。由於該書出版時正值2016年美國總統選舉競選期間，一些作者指出該書所描述的現象可解釋底層白人對唐納·川普的支持，以及外行从政如何再次興起。亦有作者批評万斯過於根據自己的成長經歷簡化複雜的社會現象。

#### 正面评价
本書受到不少保守派評論家的佳評，《美國保守派》雜誌的專欄作家兼博客羅德·德雷爾便給予万斯極高的評價。德雷爾如此寫道：「儘管許多人未必能接受万斯的觀點，但作者自身的經歷使得作者有足夠的發言權。万斯說的是自己的故事。他如今的成就來自他一生的奮鬥，因此他的觀點有充足的威信。」隔月，德雷爾於部落格中發表另一篇文章，文中闡述自由派讀者也喜歡此書的原因。
《紐約郵報》專欄作家兼編輯約翰·帕德赫羅茨稱此書為該年度最能夠引起公眾討論的書籍之一。
2017年，一份布魯金斯學會的報告稱，本書作者万斯以親身經歷描述自己在毒品和貧困肆虐的偏鄉地區成長的過程「既生動又真實」。此外，該報告的結論認為家庭的穩定對於人們能夠成功完成階級躍遷而言至關重要，這與万斯的觀察一致。
《紐約時報》的評論則稱讚万斯敢於觸碰美國社會的禁忌議題，並稱無論讀者是否同意万斯的觀點，都不能否認作者直言不諱的勇氣。該評論還指出，作者並沒有將人們的絕境完全歸咎於懶惰心理，反而同情他們的出身和對習得性失助的無奈。
其他給予本書正面評價的保守派評論家包括《國家評論》專欄作家蒙娜·查倫，以及同時兼任《國家評論》編輯和《石板》雜誌專欄作家的里翰·薩拉姆。

#### 负面评价
自由派線上雜誌《沙龍》的評論家傑瑞德·耶茨·塞克斯頓則批評万斯「充滿詆毀性的論述」和支持剝削貧困人口的政策。塞克斯頓進一步指出，万斯完全忽略了種族主義作為白人工人階級反對時任總統歐巴馬的潛在因素。
《新共和》的評論家莎拉·瓊斯指責万斯「在美國自由派人士面前以先知自居（万斯自己為保守派）」，並稱本書不過是「白人工人階級版的福利女王神話」。
《雅各賓》雜誌的評論家鮑勃·赫頓則批評万斯的論點為循環論證，完全沒有引述學界對於阿巴拉契亞地區貧困問題的研究，因此不過是自鳴得意之作。
英國《衛報》評論家莎拉·斯馬爾許也不同意万斯的論點，認為美國白人中最受壓迫的群體並非阿巴拉契亞地區的保守男性新教徒，並批評万斯將自己個人的經歷放大來解釋社會中各種複雜的深層因素乃是將問題過於簡化。
安東尼·哈金斯和梅雷迪思·麥卡羅共同出版了選集《阿巴拉契亞的推想：一個地區對〈絕望者之歌〉的回應》（英語：Appalachian Reckoning: A Region Responds to Hillbilly Elegy），選集中批評万斯的論點過於概括，因此只會深化人們對貧困問題的迷思。
2008年的诺贝尔经济学奖获得者，《纽约时报》的专栏作家保罗·克鲁格曼认为，《乡下人的悲歌》里充满着对平民阶层的蔑视，并将乡村和城镇出现的经济问题归咎于他们自身的“懒惰”。 “没理由相信万斯关于支持劳动阶层的任何一句话。”

## 電影
翻拍為電影的《絕望者之歌》於2020年上映，導演為朗·霍華，主要演員包括格倫·克洛斯、艾美·亞當斯、蓋布瑞爾·貝索和海莉·班奈特。電影將由網飛發行。電影於2019年夏季期間拍攝，多數場景於喬治亞州的亞特蘭大、克萊頓和梅肯取景，劇組亦有數日來到万斯早年成長的米德爾敦取景，電影的拍攝代號為「IVAN」。2020年6月，網飛宣布電影將於同年11月上映。

## 外部連結
- 官方网站
- 万斯接受C-SPAN的專訪問答 （页面存档备份，存于），2016年10月23日。